# Sanford and Son
(Frase ricorrente di Fred Sanford ogni volta che nella serie simula un infarto)

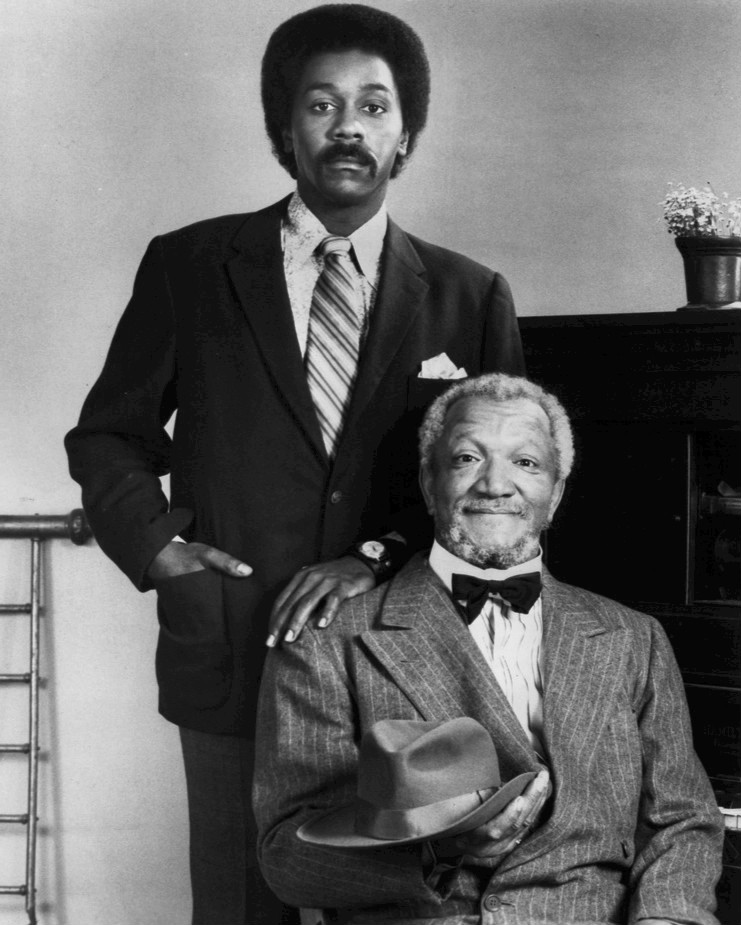
Redd Foxx (seduto) e Demond Wilson.

Sanford and Son   è una serie televisiva statunitense in 136 episodi trasmessi per la prima volta nel corso di 6 stagioni dal 1972 al 1977.
È una sitcom i cui protagonisti sono due rigattieri afroamericani che vivono a Los Angeles, Fred G. Sanford e il figlio trentunenne Lamont. Altri personaggi della sitcom sono gli amici Bubba, Rollo e Grady, la zia Esther, il vicino rompiscatole Julio. Per un breve periodo Lamont e Grady dividono lo stesso tetto, dato che Fred si era ritirato a New Orleans.
È un remake della sitcom britannica Steptoe and Son. La durata di ciascun episodio è di 25 minuti. Nel 2007 la rivista Time inserì la serie nella lista dei 100 miglior show di sempre. Il tema musicale della serie è stato composto da Quincy Jones.

## Episodi
| Stagione         | Episodi | Prima TV originale | Prima TV Italia |
| ---------------- | ------- | ------------------ | --------------- |
| Prima stagione   | 14      | 1972               | 1982            |
| Seconda stagione | 24      | 1972-1973          | 1982            |
| Terza stagione   | 24      | 1973-1974          | 1982            |
| Quarta stagione  | 25      | 1974-1975          | 1982            |
| Quinta stagione  | 24      | 1975-1976          | 1982            |
| Sesta stagione   | 25      | 1976-1977          | 1982            |

## Personaggi e interpreti

### Personaggi principali
- Fred G. Sanford (135 episodi, 1972-1977), interpretato da Redd Foxx. Fred è un uomo sarcastico, furbo, ed irascibile che spesso si fa venire in mente strampalate idee per diventare ricco che falliscono regolarmente. Suo figlio Lamont vorrebbe avere la propria indipendenza, ma ama troppo suo padre per abbandonarlo a se stesso. Sebbene possieda una quota pari nell'azienda di famiglia (tecnicamente Fred è il "capo"), Lamont spesso si trova a dover fare tutto il lavoro da solo. Fred insulta il figlio, chiamandolo spesso "demente", e per tutta risposta Lamont si riferisce a lui con l'epiteto "vecchio pazzo". Nonostante i loro continui battibecchi, i due hanno un legame molto stretto e si aiutano fra di loro. Secondo quanto dichiarato da Fred, la moglie Elizabeth è morta nel 1950 circa. Una gag ricorrente nella serie, durante i momenti di stress, vede Fred rivolgere gli occhi al cielo (al paradiso) con una mano sul cuore, mentre simula un infarto dicendo: «Sto arrivando, Elizabeth! Vengo a raggiungerti tesoro». Nessuno, tuttavia, sembra ormai credergli più. Fred ha cresciuto Lamont da solo e sembra sentire molto la mancanza della defunta moglie. Inizialmente, la principale antagonista di Fred nella serie, sembra essere la cognata e zia di Lamont, Ethel (Beah Richards). A metà della seconda stagione del programma, però, il personaggio di Ethel venne sostituito dalla più sarcastica e sferzante Esther (LaWanda Page). Le continue canzonature e liti tra Fred ed Esther diverranno uno dei temi portanti della serie. Nonostante la sua natura irascibile, in alcuni casi Fred redime se stesso con delle buone azioni, persino nei confronti di chi gli stia antipatico (come Esther). Nell'ultimo episodio della serie, Fred riesce finalmente a prendere il diploma, suo sogno da una vita.
- Lamont Sanford (135 episodi, 1972-1977), interpretato da Demond Wilson. Figlio di Fred, ci sono momenti nei quali Lamont viene mostrato ingenuo e sciocco, come nella puntata dove egli invita dei suoi "nuovi amici" a giocare a poker a casa sua. L'esperto e navigato padre capisce immediatamente che i tizi sono dei bari, pronti solo a spillare denaro al "pollo" Lamont. Dopo che Lamont ha perso tutti i soldi, Fred si siede al tavolo da gioco fingendo di non saper giocare, e barando a sua volta riesce a recuperare tutto il denaro del figlio. Una costante del personaggio (particolarmente nel corso della seconda stagione del programma) è il desiderio di espandere il business di famiglia, distanziandosi dalla professione di rigattiere, ma i suoi sforzi vengono spesso resi vani dal padre. Con il procedere della serie, il cambiamento più significativo del personaggio avviene circa il suo atteggiamento verso il lavoro, suo padre, e il proprio futuro. Nella prima puntata, Lamont viene descritto come ostile ed arrabbiato nei confronti di Fred e della vita che è costretto a vivere, specialmente quando il genitore interferisce nei suoi progetti. Questo tipo di comportamento dura fino alla metà della prima stagione, quando il suo atteggiamento verso Fred diventa più collaborativo e conciliante. Da lì in poi, Lamont, gradualmente, si trasforma in un uomo dedito al lavoro e a suo padre, ma allo stesso tempo desideroso di provare nuove cose e sperimentare nuove idee per migliorare il tenore di vita della famiglia.
- Zia Esther Anderson (48 episodi, 1973-1977), interpretata da LaWanda Page.
- Bubba Bexley (43 episodi, 1972-1977), interpretato da Don Bexley.
- Grady Wilson (37 episodi, 1973-1977), interpretato da Whitman Mayo.
- Rollo Larson (32 episodi, 1972-1977), interpretato da Nathaniel Taylor.
- Donna Harris (22 episodi, 1972-1977), interpretata da Lynn Hamilton.
- Ufficiale "Smitty" Smith (20 episodi, 1972-1976), interpretato da Hal Williams.
- Ufficiale "Hoppy" Hopkins (20 episodi, 1972-1976), interpretato da Howard Platt.

### Personaggi secondari
- Julio Fuentes (12 episodi, 1972-1975), interpretato da Gregory Sierra.
- Zio Woodrow "Woody" Anderson (9 episodi, 1974-1977), interpretato da Raymond Allen.
- Ah Chew (7 episodi, 1974-1976), interpretato da Pat Morita.
- Ufficiale "Swanny" Swanhauser (6 episodi, 1972), interpretato da Noam Pitlik.
- Janet Lawson (6 episodi, 1976-1977), interpretata da Marlene Clark.
- Melvin (5 episodi, 1972), interpretato da Slappy White.
- Mrs. Hopkins (5 episodi, 1975-1976), interpretata da Nancy Kulp.
- George F. "Hutch" Hutton (5 episodi, 1975-1976), interpretato da Arnold Johnson.
- Leroy (5 episodi, 1973), interpretato da Leroy Daniels.
- Skillet (5 episodi, 1973), interpretato da Ernest Mayhand.
- Bruno (4 episodi, 1975-1977), interpretato da Barry Wright.

## Produzione

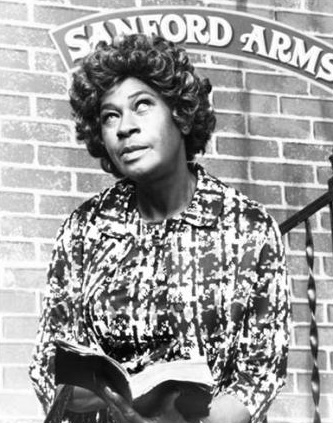
LaWanda Page (1977)

### Sviluppo
La serie venne prodotta dalla Tandem Productions di Norman Lear e Bud Yorkin, società già produttrice di Arcibaldo. Le due sitcom si basavano entrambe su analoghi programmi britannici e furono pioniere di un umorismo sarcastico, spigoloso, infarcito di battute a tema razziale, che rifletteva i cambiamenti politici del tempo. Entrambe le serie presentavano inoltre protagonisti schietti e provenienti della classe operaia, con pregiudizi razziali palesi. Tuttavia, Sanford and Son differiva da Arcibaldo e da altri show di Norman Lear dell'epoca in quanto mancava dell'elemento drammatico. Sanford and Son aiutò a ridefinire il genere della "commedia nera". A causa degli impegni di Lear con le sue altre serie contemporanee e della distanza tra gli NBC Studios a Burbank (dove Sanford and Son veniva registrata) e le location di Hollywood di altre sitcom Tandem (come Arcibaldo, Maude, I Jefferson e Giorno per giorno, che venivano registrate presso gli studi CBS Television City o Metromedia Square), egli non ebbe tanto coinvolgimento quotidiano in Sanford and Son come con le altre serie Tandem, lasciando lo show in mano a Yorkin.
Nel mezzo delle registrazioni degli episodi della stagione 1973–74, Redd Foxx abbandonò lo show per dissidi di carattere economico, sebbene egli ufficializzò pubblicamente l'uscita dalla serie adducendo problemi di salute. Il suo personaggio fu eliminato dalla serie per i restanti sei episodi della stagione, e fu spiegato che Fred Sanford era andato a St. Louis per presenziare al funerale di suo cugino. Foxx, che guadagnava $19,000 a puntata, aveva cercato di ottenere una quota di proprietà del 25% nella serie e la Tandem Productions reagì con una causa da 10 milioni di dollari. La disputa si risolse nel giugno 1974, con Foxx che ottenne un aumento di stipendio arrivando a guadagnare $25,000 a puntata (lo stesso stipendio di Carroll O'Connor in Arcibaldo), più un 25% dei profitti netti della produzione. Anche se Foxx fu comunque assente nelle prime tre puntate della quarta stagione della serie, la NBC mandò in onda subito le nuove puntate che vedevano il suo ritorno, posticipando la trasmissione degli episodi precedentemente registrati.
Nel 1977 il network televisivo rivale ABC riuscì a strappare Foxx alla NBC offrendogli un'ingente somma di denaro e la conduzione del suo show personale, The Redd Foxx Comedy Hour, ponendo fine di fatto a Sanford and Son, i cui ascolti erano ormai in declino. I media riportarono che la causa della disputa tra Foxx e la NBC era stata la mancanza di una "finestra nel suo camerino".

### Mezzi
Il furgone pickup presente nella serie è un 1951 Ford F1. Fu acquistato ad un'asta al termine della serie e fu in seguito noleggiato nuovamente alla NBC per le riprese degli spin-off Sanford Arms e Sanford. Cambiò proprietario altre volte nel corso degli anni, venendo alla fine acquistato da un vero rottamaio, tale Donald Dimmitt di Argos (Indiana). Nel 2014 il furgoncino venne acquistato da Tim Franko e Jeff Canter, titolari della BlueLine Classics, una concessionaria di North Royalton, Ohio, che lo restaurò e lo mise in esposizione nello showroom dell'autosalone.

## Distribuzione

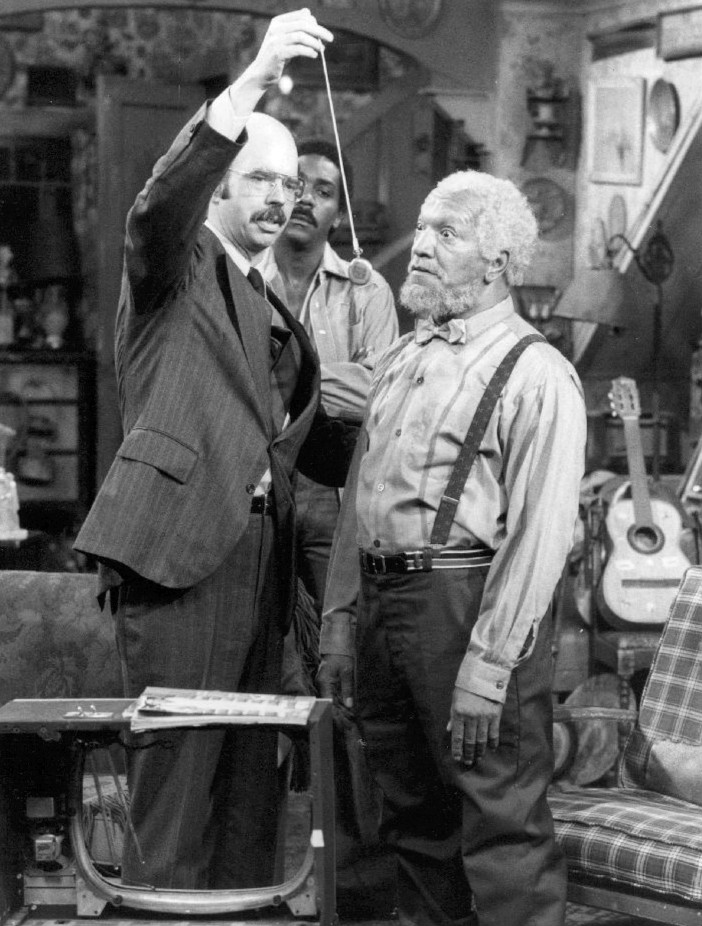
Graham Jarvis, Demond Wilson (dietro) e Redd Foxx in una puntata del 1976.

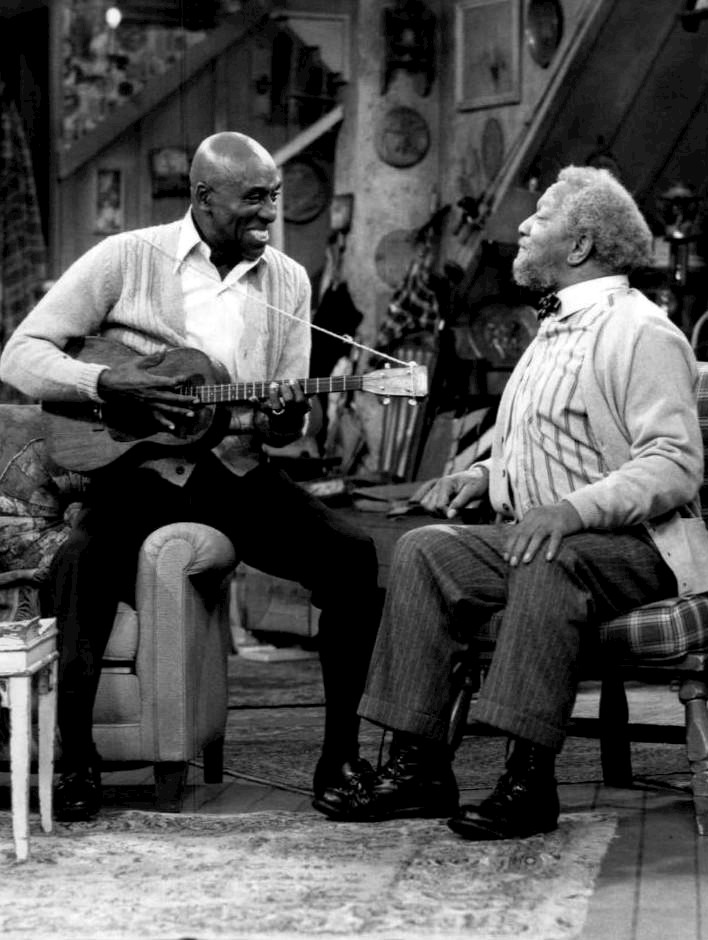
Scatman Crothers e Redd Foxx in una puntata del 1975.

È andata in onda in prima visione negli Stati Uniti tra il 14 gennaio 1972 e il 25 marzo 1977. In Italia è stato trasmesso da Italia 1 negli anni ottanta ed ha avuto numerose repliche, anche su altre emittenti private, talvolta col titolo alternativo Elizabeth, sto arrivando! (grido di guerra del vecchio Fred).

## Opere derivate

### Sequel
Una seconda serie di 26 puntate, apparsa verso il 1980, ha nel titolo il solo nome Sanford, in quanto il vecchio rigattiere non ha più al suo fianco il figlio Lamont (in un episodio si viene a sapere che è in galera per furto d'auto, ma in realtà si trova in Alaska, assunto da una ditta che costruisce gasdotti). In questa seconda serie il partner fisso di Fred è il barbuto Cal Pottie (Dennis Burkley), mentre la sua nuova fidanzata è Eve Lewis (Margueritte Ray). Mancano, oltre a Lamont, anche il vecchio Bubba e il portoricano Julio.

### Spin off
Tra il dicembre 1975 e il marzo 1976, la NBC propose uno spin off della serie, dal titolo Grady, con protagonista l'amico fraterno di Fred, interpretato da Whitman Mayo. In questa serie Grady si trasferisce a Westwood con i familiari. La serie, che vide anche la presenza, nella seconda puntata, di Redd Foxx ad interpretare Fred Sanford, non ebbe molto successo e fu interrotta dopo sole 12 puntate.
È da considerare uno spin-off anche la brevissima serie Sanford Arms, proposta dalla NBC in sole 8 puntate di cui solo 4 trasmesse, tra il 16 settembre e il 14 ottobre 1977. La serie era ambientata nella casa dei due Sanford, ma il protagonista era Theodore Wilson, il quale, nei panni di Phil Wheeler, aveva comprato la vecchia casa di Fred, trasferitosi in Arizona con Lamont. Scopo di Phil era creare un hotel, nel quale lavora anche Bubba. Il telefilm ebbe scarsissimo seguito.

## Curiosità
Nel telefilm zia Esther odia a morte Fred e non perde occasione per attaccarlo duramente fino ad arrivare quasi allo scontro fisico, mentre nella vita reale i due attori erano grandi amici. Prova ne sia, anzi, il fatto che fu lo stesso Redd Foxx a caldeggiare l'ingaggio di LaWanda Page come attrice della sitcom, dovendo vincere anche le titubanze di quest'ultima.